# Ibn al-Rawandi
Ibn al-Rawandī  ou Ibn al-Rīwandī (827–911) en arabe ابن الراوندي est un sceptique médiéval arabe d'origine persane. Il visait l'islam et les religions révélées en général.

## Biographie
Sa date de naissance, de décès ainsi que le lieu de sa naissance sont pour le moins discutés (naissance entre 815 et 830, décès entre 864 et 912, naissance à Rāwand, près d'Ispahan ou à Rīwand, dans le Khorassan,). Abū al-Husayn Aḥmad ibn Yaḥyâ ibn Isḥâq al-Rawandī serait né à Merv-rudh dans le Grand Khorasan, actuellement situé dans le Nord-Ouest en Afghanistan, en 815. Mais selon l'Égyptien Abd al-Rahman Badawi, Ibn al-Rawandī est né à Bassorah du temps du calife Al-Ma’mūn. De même le lieu de sa mort est incertain, bien qu'on le situe en général à Bagdad, sur la foi d'al-Khayyat. Ces divergences peuvent sembler des détails, mais elles ont une importance considérable pour comprendre le parcours d'Ibn al-Rawandi et la réception de son œuvre.
Ce qui est sûr, c'est qu'il rejoint l'école muʿtazilite dont il devient un membre important,. Puis il s'en éloigne pour se rapprocher des chiites et de courants non-musulmans. Il devient en effet un disciple d'Abū ʿIsā al-Warrāq et critique les religions révélées. Il est  sévèrement critiqué par le mutazilite al-Khayyat qui l'accuse d'être athée. Il est pourtant l'auteur d'un Kitab al-tawhid (« Livre sur l'Unique »). Selon al-Khayyat, il meurt en 860. Al-Jubba'i avance la même chronologie. Mais selon d'autres sources, il quitte Bagdad pour échapper à la persécution et meurt plus tard, vers 912.

## Un libre-penseur ou un penseur libre?

### Le mutazilisme
Ibn al-Rawandī était l'ami et l'élève d'Abū ʿIsā al-Warrāq, réputé zindīq manichéen. Ils auraient été chassés ensemble de l'école muʿtazilite. Celle-ci refusait la croyance en la prédestination et prônait que le libre arbitre et la raison humaine passaient avant la croyance dans le Décret de Dieu. L'école muʿtazilite interprétait d'ailleurs tout texte sacré dont le sens littéral s'opposait à leur doctrine rationaliste. Ibn al-Rawandī en aurait été chassé, ou s'en est éloigné. Il compose un livre contre ses anciens confrères, « Fadîḥat al-Muʿtazila » (Ignominie des muʿtazilites) en réponse au livre apologétique « Fadīlat al Muʿtazila » (L'Honneur des muʿtazilites) d'al-Jahiz. La doctrine muʿtazilite était protégée par l'autorité du calife abbassyde Al-Ma’mūn, lui-même muʿtazilite, aimant les arts et les sciences, et favorisant la traduction des textes antiques grecs. Pendant toute cette période et celle du calife al-Muʿtasim, frère et successeur d'al-Maʾmûn, Ibn al-Rawandī était un membre éminent de l'école muʿtazilite à Bagdad. Quand Ibn al-Rawandī a écrit son livre, le calife al-Mutawakkil a tranché en faveur de l'orthodoxie sunnite en persécutant le muʿtazilisme en 851-852.

### Œuvre et réception
Aucun des 45 livres que lui attribue Ibn al-Nadim dans le Fihrist ne lui a survécu, les seules traces de ceux-ci se trouvent dans les livres critiques lui répondant. Son ouvrage le plus célèbre est « Kitāb al-zoummourroud » (Livre de l'émeraude), dont de nombreux extraits se trouvent dans « Kitāb al-intiṣār », écrit par al-Khayyāt, pour le réfuter, vers 882 ou 892. Ibn al-Rawandī a de nombreux adversaires parmi les musulmans, notamment des muʿtazilites. Considéré comme un hérétique, dont les écrits originaux ont été perdus, plusieurs interprétations de sa pensée existent. Le mutazilite al-Khayyat l'accuse d'être athée (mulḥid). Un autre mutazilite, Abu Ali al-Jubba'i, lui prête une inclination vers le chiisme. Il prétend aussi que, menacé d'être arrêté, il aurait trouvé refuge chez un ami juif. Mais l'intention d'al-Jubba'i est clairement malveillante. Son adhésion au chiisme n'est pas établie. Il est vrai qu'il a défendu l'imamat. Sa réponse à al-Jahiz, Fadîḥat al-Muʿtazila, a aussi pour but de prendre la défense du chiite Hisham ibn al-Hakam (en). Mais on ne peut conclure de cela qu'il a embrassé la théologie chiite : son adhésion pouvait se limiter au champ politique. Al-Jubba'i lui reproche d'avoir défendu, dans le Kitab al-Taj, la thèse de l'éternité passée du monde, attribuée aux philosophes aristotéliciens, en contradiction avec le dogme de la création ex nihilo. Il le qualifie de dahri (« matérialiste »). Mais la similitude avec Aristote s'arrête à cette thèse. S'il cherche à prouver la vanité des démonstrations de l'existence de Dieu avancées par les théologiens, rien ne laisse penser qu'il ait voulu nier la création.

### Hypothèse de Joseph van Ess
Les chercheurs modernes sont eux-mêmes divisés : certains le jugent hérétique ; tandis que J. van Ess et Ulrich Rudolph le tiennent pour un musulman non conventionnel, mais pas hérétique. Car Josef van Ess et N. S. Nyberg remarquent que, suivant les sources irakiennes (plutôt muʿtazilites), il était un véritable hérétique ; suivant les sources iraniennes (plutôt chiites), il ne l'était peut-être pas,. Cette différence suggère à Joseph van Ess l'idée qu'il faut distinguer deux périodes dans la vie d'al-Rawandi, mais surtout deux milieux culturels différents où il a été diversement accueilli. Originaire du Khorasan, il migre à Bagdad, où il s'attire l'hostilité des mutazilites, au point qu'il finit par quitter la ville. La date avancée par al-Khayyat comme celle de sa mort serait en fait celle de son départ. Il aurait alors poursuivi sa carrière dans les régions orientales de la Perse, où il laisse un souvenir moins défavorable. Le portrait que donne de lui Al-Maturidi, originaire de Samarcande, est moins à charge ; il a plutôt bonne réputation aux yeux d'al-Ka'bi al-Balkhi, originaire du Khorasan.  Ses critiques auraient eu pour but de prouver que l'on ne peut pas établir les vérités de foi par le raisonnement. C'est pour cette raison qu'il aurait produit des livres contradictoires, qui se réfutent les uns les autres : il voulait établir que toute démonstration en matière de religion est vaine, mais non réfuter les dogmes. Après son départ, ses adversaires en auraient profité pour noircir son portrait. Ainsi s'expliqueraient les contradictions que l'on rencontre, selon les sources, dont certaines lui sont favorables et le présentent comme un théologien respectable, alors que la réputation qui lui est restée est celle d'un impie.
Selon le poète sceptique al-Maʿarrī, Ibn al-Rawandī se serait adressé ainsi à Dieu :

« Tu donnes à l'homme les moyens de vivre comme le ferait un vieux pingre. Un homme eût-il fait un tel partage, nous lui aurions assurément dit: "Tu nous as escroqué". »

## Kitāb al-Zummurrud / Livre de l'émeraude

### Le titre
Son ouvrage passé à la postérité reste « Kitāb al-zoummourroud », critique des prophéties en général et du pouvoir verbal du Coran. Le livre serait ainsi nommé à cause du prétendu pouvoir aveuglant qu'aurait le minéral sur les serpents. D'après une interprétation née avec Ibn Aqil (en), le titre vise les preuves données par les prophètes, que le livre, qui les tient pour des charlatans, aurait le pouvoir de neutraliser. Mais il ne s'agit que d'une hypothèse, puisque l'explication par l'auteur, s'il en a donné une, ne nous est pas parvenue.

### Critique de la révélation
Ibn al-Rawandī juge que le Coran, possédant des contradictions, « loin d'être inimitable, est une œuvre littéraire de qualité inférieure, car il n'est ni clair, ni compréhensible, ne possède aucune valeur pratique et n'est certainement pas un livre révélé. »
À la suite de son maître al-Warrāq, il critique systématiquement les rites qu'il juge irrationnels, entre autres la Qibla (direction vers la Mecque) pour les prières, le pèlerinage et son cérémonial, la Kaʿba (le temple cubique et sa Pierre noire), les interdits alimentaires. Il met aussi en doute les miracles attribués à Mahomet, souvent basés sur un seul témoignage.

« Il est évident pour nous, comme pour nos adversaires, que la raison est le bien le plus précieux que Dieu a légué à la créature et qu'il est l'instrument par lequel l'homme connaît son Seigneur et ses bienfaits et qui valide les commandements et les interdits, les attraits et les menaces (...). Si le Prophète vient pour confirmer ce que la raison connaît comme bon ou mauvais, licite ou illicite, alors nous considérons sa mission comme nulle et ses preuves inutiles, car la raison nous suffit pour le savoir. Si sa mission contredit les conclusions de la raison, nous rejetons alors le prophète (...). Ce qui est inadmissible dans la prophétie, c'est qu'elle te force à suivre un être humain en tout point semblable à toi, ayant comme toi une âme et une raison, qui mange ce que tu manges et boit ce que tu bois (...). Elle fait de toi un objet dont il use à son gré, un animal à son ordre ou un esclave à son service. Qu'a-t-il [le Prophète] de plus que toi, quel mérite a-t-il sur toi et quelle est, enfin, la preuve de la véracité de son message ? »

### Paternité et signification
Les sources sont quasiment unanimes pour attribuer le livre à Ibn al-Rawandi, à l'exception d'Abd al-Jabbar qui, en une occasion, fait d'al-Warraq son auteur. Ibn al-Jawzi prétend que les deux amis se seraient disputés à ce sujet,. Al-Murtaḍa (en) évoque en effet une brouille entre les deux hommes. Le livre a la forme d'un dialogue, où l'un des interlocuteurs critique la prophétie, tandis que l'autre la défend. Selon Sarah Stroumsa, il est probable que les deux interlocuteurs étaient Ibn al-Rawandi et al-Warraq. Selon elle, c'est al-Warraq qui formule les critiques, alors qu'Ibn al-Rawandi se fait l'avocat de la révélation,.
Il se pourrait donc que l'on prête à tort des opinions sceptiques à Ibn al-Rawandi qui aurait refusé de suivre son ancien maître sur la voie du manichéisme. C'est pourquoi J. van Ess ne considère pas Rawandi comme un hérétique. Le Kitab al-Zumurrud pourrait être au contraire une réfutation des idées d'al-Warraq. Pourtant, al-Rawandi est l'auteur de critiques acerbes du Coran dans son Kitab al-Damigh (« Le livre irréfutable »ou « accablant ») et de la Révélation dans Abath al-Hikma (« Futilité du savoir (divin) »). Comment peut-il alors défendre la Révélation dans le Zumurrud ?
Il se peut que l'on doive considérer le dialogue comme un tout, dont les deux collègues, restés amis, sont les co-auteurs, et dont l'ensemble exprime leurs idées. De même, les écrits d'al-Rawandi devraient être pris dans leur ensemble comme une œuvre « à deux voix ». À l'évidence il refuse l'autorité des Écritures et des prophètes et ne peut donc pas être tenu pour un musulman orthodoxe, ce qui ne témoigne cependant pas de toute absence de foi. En effet, note Sarah Stroumsa, on cherche en vain de véritables athées dans l'islam médiéval et, si les textes fragmentaires qui nous sont parvenus prouvent qu'Ibn al-Rawandi rejetait les religions révélées, ils ne prouvent pas qu'il rejetait toute notion de Dieu.
Une différence apparaît entre al-Warraq et al-Rawandi : alors que le premier parle toujours des croyances qu'il décrit avec respect, même quand il les critique, le style du second est plus agressif, voire insolent et sarcastique. En outre, al-Warraq est un peu plus systématique, al-Rawandi moins ordonné dans ses critiques.

## Autres œuvres
Il a écrit aussi un Kitab al-Taj (« Livre de la couronne »), où il défend la thèse de l'éternité passée du monde, comme le feront les philosophes al-Farabi et Avicenne.
Et la Faḍīḥat al-Mu‘tazila (« Le scandale mutazilite »), dirigée contre les thèses mutazilites d'al-Jahiz.

## Ibn al-Rawandi et les «brahmanes»
Les « brahmanes » (barahima) sont une figure récurrente dans la théologie musulmane médiévale. À partir du IXe siècle, ils sont identifiés comme ceux qui nient l'authenticité des prophètes au motif que la raison suffit, à elle seule, à connaître Dieu, et que la Révélation n'est donc pas utile. Ces personnages deviennent un lieu commun dans les traités de kalām où un développement est traditionnellement consacré à leur réfutation. Ainsi, al-Baqillani dans son Kitab al-tamhid, al-Juwayni, Ibn Hazm et jusqu'à al-Shahrastani au XIIe siècle s'emploient à défendre l'authenticité de la prophétie contre les « brahmanes ».
On a attribué à Ibn al-Rawandi ce que l'on considère comme une invention. Le recours à ce type de personnage lui aurait permis d'exprimer des idées non orthodoxes sans prendre de risques. C'est la thèse de Paul Kraus,.
Cette théorie est en partie discutée. On rencontre ce concept chez d'autres auteurs, de quelque temps antérieurs à al-Rawandi, comme al-Muqammas et Saadia Gaon. Cependant, ici encore, les zones d'ombre dans la biographie d'al-Rawandi ne permettent aucune certitude. Ibn al-Rawandi n'en serait donc pas l'inventeur. Il se serait inspiré d'auteurs qui eux-mêmes ont été informés de débats entre des musulmans et des Indiens.  Il semblerait qu'il ne s'agisse pas d'une création de toutes pièces, mais du résultat de rencontres réelles avec des brahmanes, dont les idées auraient été ensuite schématisées.

## Postérité d'Ibn al-Rawandi
Il n'a pas fondé d'école, et n'a pas eu de disciples. Malgré tout, sa pensée s'est « infiltrée » dans le débat théologique. D'une part, sous le thème des barahima abondamment repris. D'autre part, les mutakallimin ont été obligés de se positionner par rapport à lui et de tenir compte de ses arguments contre la véracité des prophètes. Rawandi oblige les théologiens mutazilites à repenser leur théorie atomistique pour l'affermir. Il a écrit un Kitab adab al-jadal, perdu, sur l'art de la dialectique. Il est reconnu comme maître dans l'art du débat. Mais il est réputé aussi pour avoir abusé de cette habileté. De ce fait, il a poussé les dialecticiens à renouveler les règles du débat théologique. Au Xe siècle, le Naqd al-nathr, dont l'auteur est inconnu, souligne que le dialecticien doit avoir en vue la vérité, et non abuser de son art pour démontrer une thèse et son contraire, comme l'a fait al-Rawandi, qui est explicitement nommé.
Ses arguments pourraient avoir inspiré l'auteur de la Risala d'Abd al-Masih al-Kindi, dont le ton rappelle celui du Zumurrud. Ibn Hazm pourrait avoir utilisé les arguments du K. al-Damigh pour les retourner contre un adversaire juif. Ainsi, sans qu'il soit cité explicitement, ses arguments auraient nourri les polémiques inter-religieuses.